# Libichava
Libichava je obec na Slovensku v okrese Bánovce nad Bebravou.
Leží v nadmořské výšce 223 metrů. Žije zde 142 obyvatel.
První písemná zmínka o obci je z roku 1329. V obci se nachází římskokatolický kostel Nejsvětějšího Srdce Ježíšova.